# Сидорово (Ступинский район)
Сидорово — деревня в Ступинском районе Московской области в составе Городского поселения Михнево (до 2006 года — входило в Кузьминский сельский округ).

## Население
| 2002 | 2006 | 2010 |
| ---- | ---- | ---- |
| 54   | ↘46  | ↗72  |

Сидорово расположено на северо-западе района, в 1 километре севернее пгт Михнево, высота центра деревни над уровнем моря — 175 м. Ближайший населённый пункт — Октябрьский — около 0,3 км на север.
На 2022 год в Сидорово имеются две улицы — Дорожная и Рябиновая — и восемь садовых товариществ, работает АЗС и магазин автозапчастей и несколько продовольственных магазинов, деревня связана автобусным сообщением с соседними населёнными пунктами.